# Побачення з успіхом (фільм)
«Побачення з успіхом» — французький кінофільм з Луї де Фюнесом.

## Сюжет
Банківський працівник, незадоволений ні своєю роботою, ні надокучливою дружиною, і спраглий на яскраві події й пригоди, пробує змінити своє життя. Для цього йому не вистачає головного — грошей. Надіючись на удачу, він знову і знову пробує зірвати великий куш, але безуспішно…

## Цікаві факти
- Луї де Фюнес виконує роль офіціанта в кафе.